# Thomas Strønen

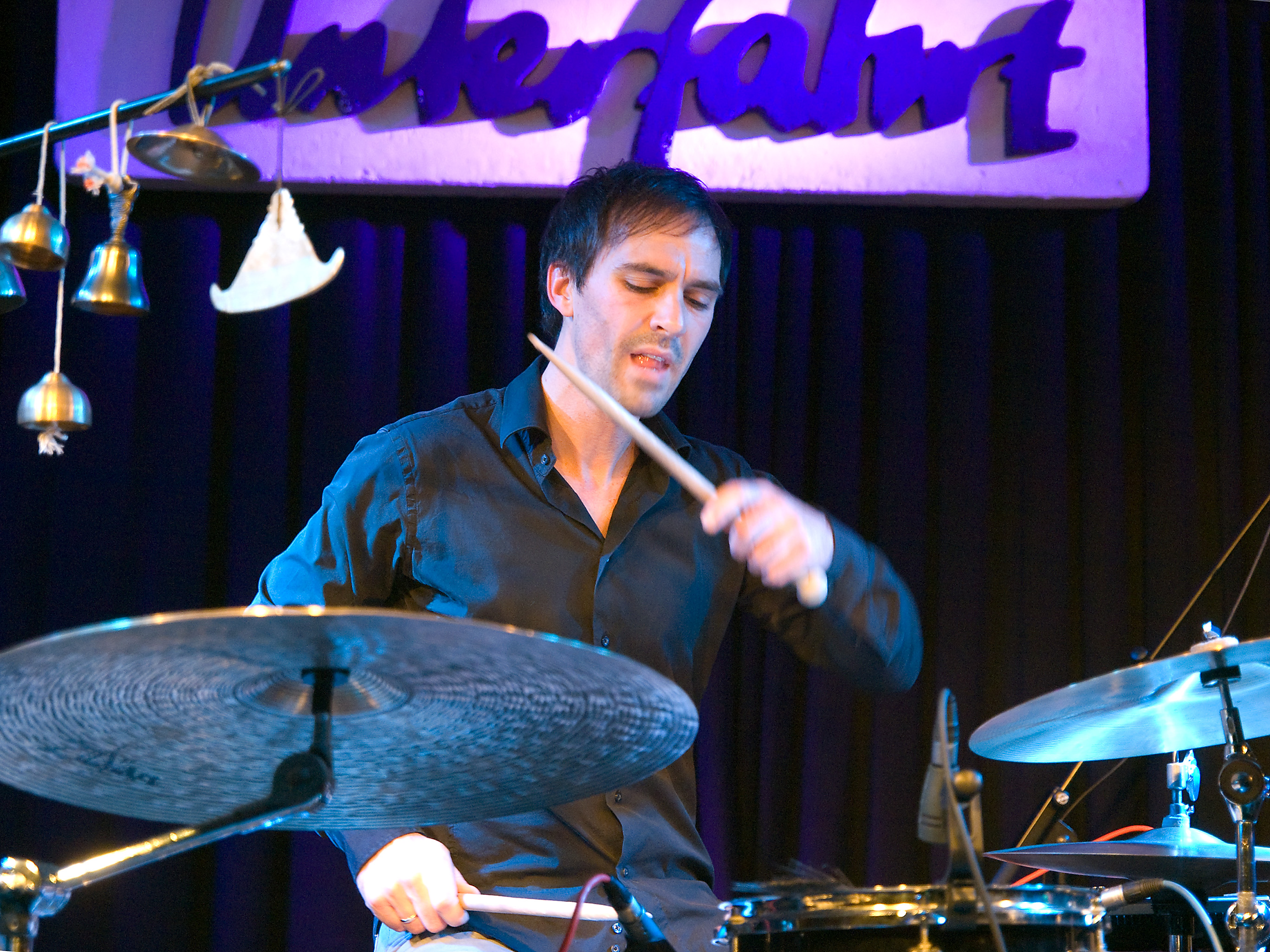
Thomas Strønen

Thomas Strønen (7 december 1972) is een Noors muzikant gespecialiseerd in alles wat met slagwerk en percussie te maken heeft. Strønen was er al vroeg bij in de muziek, want hij studeerde in 1999 af aan het conservatorium van Trondheim. Al in zijn studiedagen speelde hij jazz in allerlei ensembles, die ook naast elkaar bestaan/bestonden. Zo is Food een samenwerkingsverband met Iain Ballamy, Humcrush met Ståle Storløkken (uit Supersilent), Parish met Bobo Stenson en Meadow met John Taylor en Tore Brunborg. In aanvulling op al die activiteiten speelt Strønen ook nog weleens solo onder de naam Pohlitz.
Strønen is niet zozeer van de techniek, al beheerst hij die wel, hij speelt meer melodieus slagwerk, zonder dat daar overigens een melodie in zit. Hij is sinds enige tijd lid van de stal van ECM Records en diens zijtak Rune Records. In die hoedanigheid en met al zijn ensembles trekt Stronen de gehele wereld over en komt daarbij in aanraking met allerlei andere musici uit het genre. Naast musiceren is Strønen ook componist niet alleen voor hemzelf maar ook voor anderen.

## Discografie

### Food
- 1999: Food
- 2001: Organic and GM Food
- 2001: Veggie
- 2004: Last Supper
- 2007: Molecular gastronomy
- 2010: Quiet inlet

### Anderen
- 1997: Atmosfear; met Bergmund Waal Skaslien
- 2000: Soundoff; met Bergmund Waal Skaslien
- 2000: Breaking the surface; met Maria Kannegaard Trio
- 2001: Love seriously damages health; met Siri Gjære
- 2001: At first light; met Silje Nergaard
- 2001: Big Bambus
- 2001: Dragon; met Ståls Blå
- 2001: African flower
- 2003: Help is on its way; met Bayashi
- 2004: Runeology II (verzamelalbum)
- 2004: Skomsork
- 2004: Absence in mind; met Anders Aarum
- 2004: Live at Glenn Miller Café; met Surd
- 2004: Rock!; met Bayashi
- 2004: Sparkling; met Trinity
- 2004: Turanga met Mats Eilertsen
- 2004: Headlong; met Phil Bancroft
- 2004: Schlachtplatte; met Ståls Blå
- 2004: Humcrush (Rune)
- 2004; Rica; met Parish (Bobo Stensson)
- 2004: As time goes by; met Nora Brockstedt
- 2005: Christmas songs; met Nora Brockstedt
- 2005: Quiet joy; met Maria Kannegaard Trio
- 2005: Parish; van Parish (eerste opname via ECM)
- 2006: Flux; met Mats Eilertsen
- 2006: Pohlitz (solo)
- 2006: Variasjoner; met Erlend Skomsvoll
- 2006: Hornswoggle; met Humcrush (Rune)
- 2006: VIBB; met Fredrik Nordström
- 2007: Live met het Trondheim Jazzorkest en Maria Kannegaard
- 2007: Camel walk; met Maria Kannegaard
- 2008: Rest at worlds end; met Humcrush (Rune)
- 2009: Breaking the mold; met Trinity
- 2010: Blissful ignorance; met Meadow
- 2010: The woods are not what they seem